# Anthracoidea inclusa
Anthracoidea inclusa är en svampart som beskrevs av Bref. 1895. Anthracoidea inclusa ingår i släktet Anthracoidea och familjen Anthracoideaceae.   Inga underarter finns listade i Catalogue of Life.